# Appias olferna
The Eastern Striped Albatross (Appias olferna) là một loài bướm thuộc họ Pieridae. Nó được tìm thấy ở Bengal, Assam, Myanma, Lào và Việt Nam. 

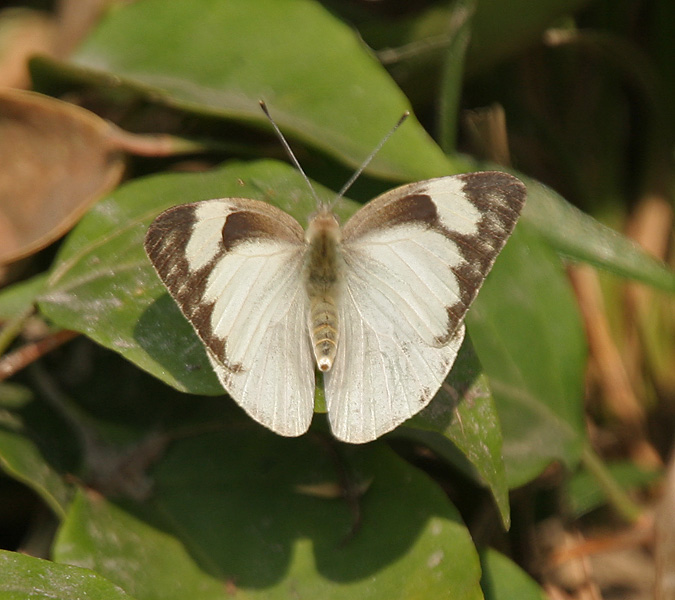

## Hình ảnh

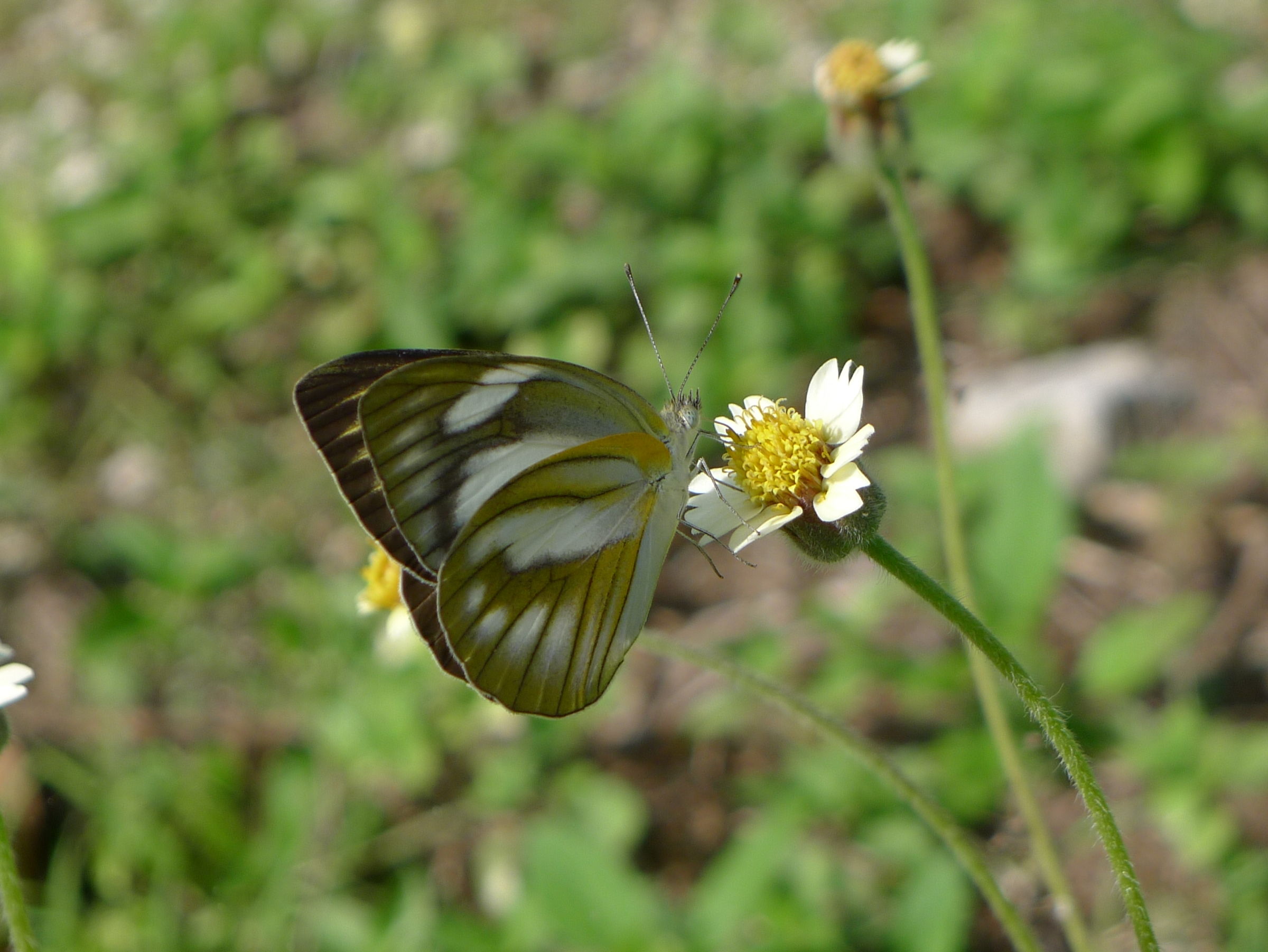
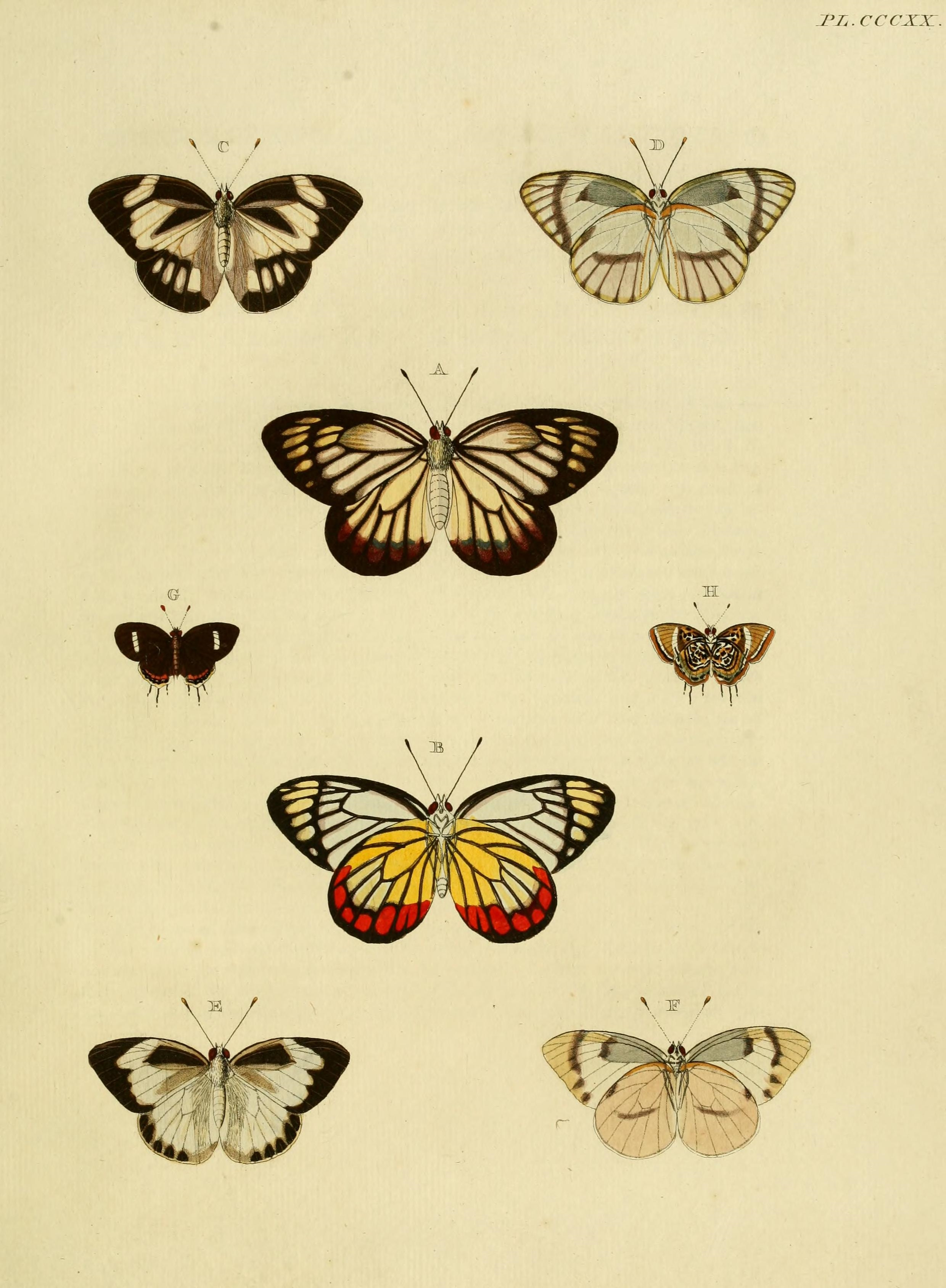
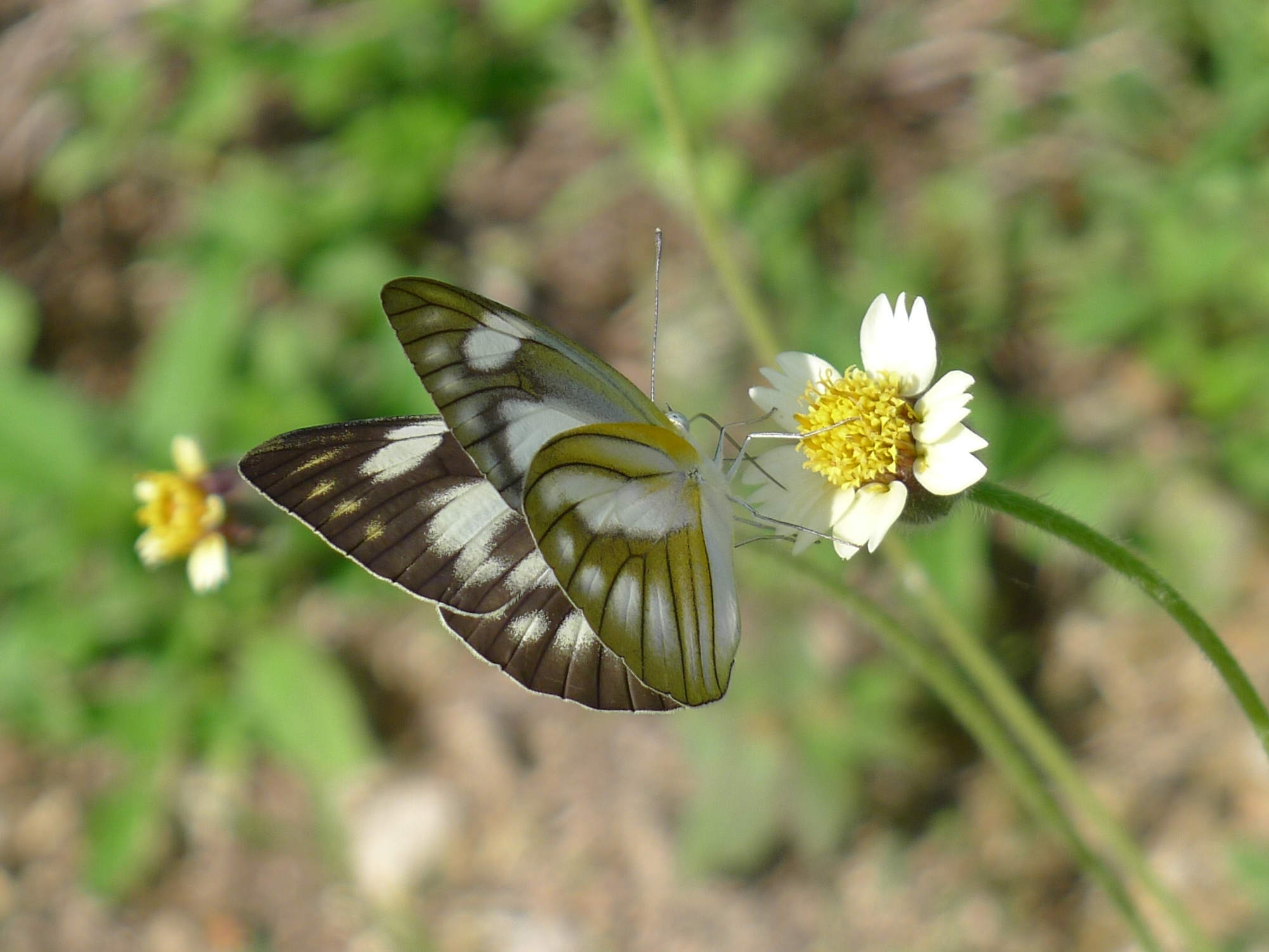
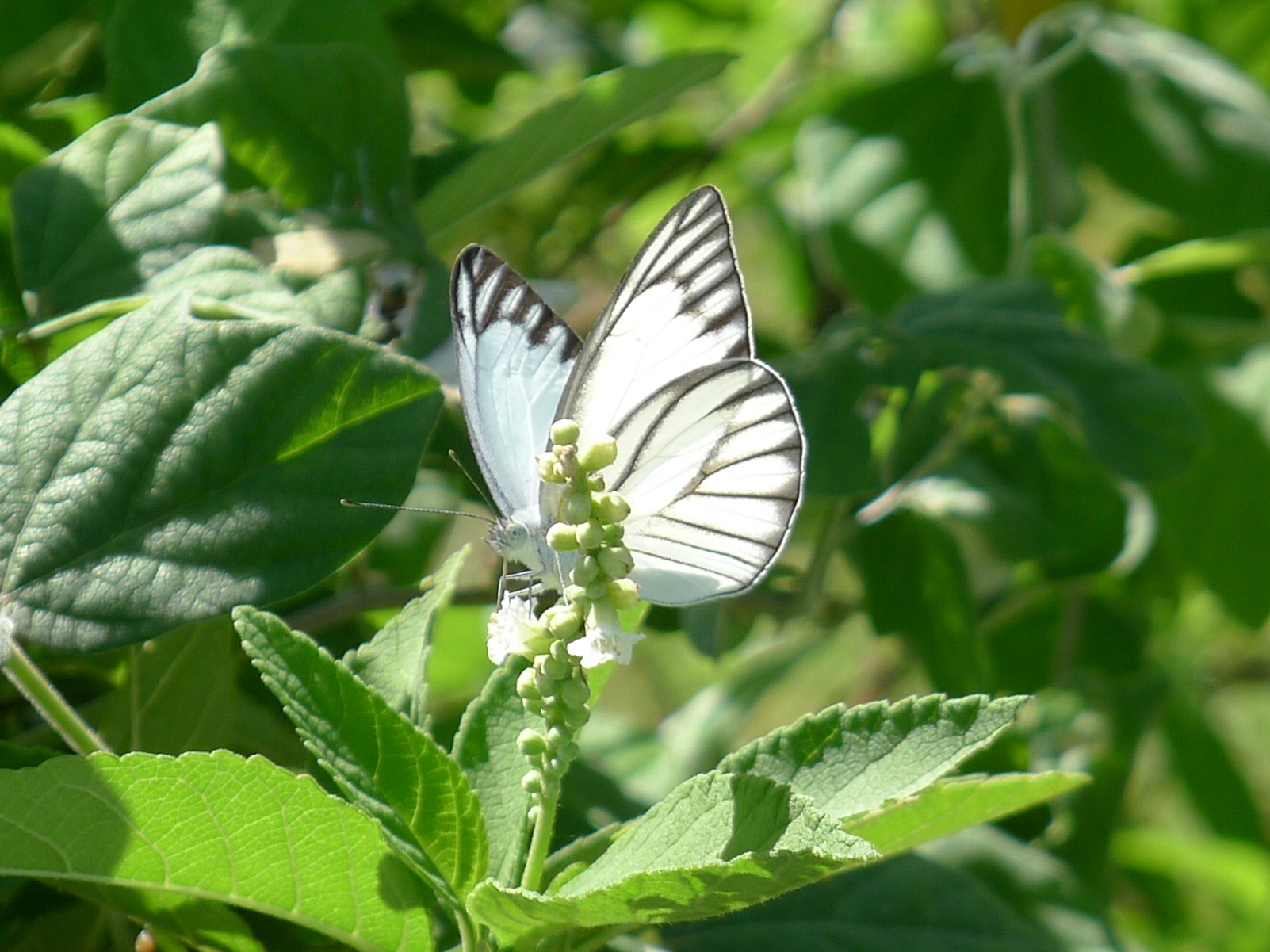